# Isabelle Wilsdorf
 (novembre 2018).
Pour les articles homonymes, voir Wilsdorf.
Isabelle Wilsdorf (née en 1956 en Angola) est une dessinatrice, scénariste et coloriste française pour la jeunesse.
Elle est surtout connue pour sa série de bande dessinée Jojo & Paco, commencée en 1982 dans Toboggan. Elle a reçu l'Alph'Art jeunesse au Festival d'Angoulême 1998. Elle a aussi collaboré à la revue Lapin.

## Publications
- Jojo et Paco déménagent, Milan, 1988.
- Jojo et Paco en bateau, Milan, 1991.
- Jojo et Paco en vacances, Milan, 1991.
- Jojo et Paco font des farces, Milan, 1991.
- Jojo et Paco petits gourmands, Milan, 1991.
- Jojo et Paco, édition Milan, 1995
- Série Jojo & Paco aux éditions Delcourt.
- Philomène, L'Ecole des loisirs, 1995.
- M'Toto, L'Ecole des loisirs, 1996.

## Prix
- 1998 : Alph-Art jeunesse 7-8 ans du festival d'Angoulême pour Jojo & Paco, t. 1